# العيون (غيل باوزير)

'

تعديل مصدري - تعديل

العيون هي إحدى قرى عزلة غيل باوزير بمديرية غيل باوزير التابعة لمحافظة حضرموت، بلغ تعداد سكانها 2234 نسمة حسب تعداد اليمن لعام 2004.